# 山城隆一

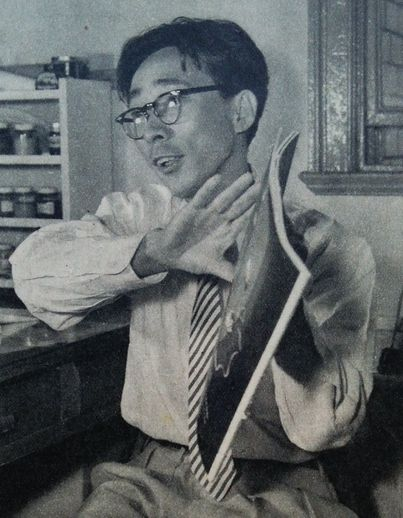
山城隆一

山城 隆一（やましろ りゅういち、1920年〈大正9年〉11月10日 - 1997年〈平成9年〉3月24日）は、日本のグラフィックデザイナーである。本姓は三宅。大阪府箕面市出身。

## 経歴・人物
大阪市立工芸学校（現在の大阪市立工芸高等学校）卒業後、阪急百貨店に入社する。後に退社し、1953年（昭和28年）に高島屋に入社するも後に独立してフリーランスとしての活動を始めた。この頃にデザイナーとしての活動を初め、主に雑誌の表紙やポスターのデザインを担当し数多くの受賞歴を持った。
1960年（昭和35年）には同じデザイナーで親交のあった原弘や亀倉雄策らと共に日本デザインセンターの設立に携わる。山城の作品は国際的にも知られており、チェコスロバキアで開催されたビエンナーレにて自身の作品が出品されノミネートされた。

## 受賞歴
- 朝日広告賞（1953年・1954年）
- 毎日デザイン賞 産業賞（1956年・1960年[注釈 1]）

## 主な作品
- 『朝日ジャーナル』- 表紙デザインを長年担当した[2]。
- 『森』（1955年）
- 『アサヒビール新聞広告』（1960年）
- 『猫の肖像』（1984年）
- 『国際科学技術博覧会』（1985年）- 案内パンフレット